# Roger de Bouillé
Pour les articles homonymes, voir Jam et Bouillé.
Le comte Roger de Bouillé est né en 1819, et mort en 1906. C'est un pyrénéiste, mais aussi un dessinateur, illustrateur et aquarelliste, auteur de plusieurs ouvrages sur ses ascensions, sous le pseudonyme de Jam.

## Biographie
En 1865, il s'installe à Pau. Il se passionne pour la découverte des Pyrénées occidentales, s'intéressant à tous les sujets : botanique, zoologie, géologie, histoire... Il connaît particulièrement la région du Pic du Midi d'Ossau (Mon trop modeste ami, le comte de Bouillé (Jam) a si bien étudié, analysé, décrit et dessiné cette montagne excentrique, qu'il est devenu tout à fait inutile, pour ne pas dire impertinent, d'en parler après lui, dit de lui Henry Russell) et du massif des Eaux-Bonnes, qu'il parcourt en tous sens, la plupart du temps suivi de ses trois filles, Marie, Yseult et Jehanne, mises en scène dans des croquis pleins d'humour. Avec les guides Soustrade, Labarthe, Laborde et Orteig, il explore systématiquement  sa zone, entre pic d'Ossau et pic du Ger.
Il a songé, en vue de publier ses itinéraires favoris, à en faire photographier les principaux points de vue. Mais le photographe pressenti se récuse, épouvanté par les dangers de l'aventure. Bouillé se résout donc à publier ses dessins. Il réalise sur place des croquis aussi précis que possible, rehaussés à l'aquarelle, sorte de notes naturalistes, aussi variées que possible. Il les reprend ensuite dans des dessins à la plume, effectués avec le souci de la reproduction photomécanique qui suivra.
En 1884-1885, il est à l'origine de la construction du refuge d'Arrémoulit.

## Œuvres
- Jam, Guide des Eaux-Bonnes, excursions à pied, Pau, Lafon
- Jam, Guide des Eaux-Bonnes et des Eaux-Chaudes, Pau, Lafon
- Jam, Gavarnie, Gèdre, Saint-Sauveur, Luz, Cauterets, Argelès, Arrens, Eaux-Bonnes, 1869
- Jam, Guide de Pau aux Eaux-Bonnes, suite des excursions, 1869
- Jam, L'Ours dans les Basses-Pyrénées, Pau, Eaux-Bonnes, 1882
- Jam, Aux Pyrénées, Bat-Laetouse ou Marmuret, Poitiers, Typ. Oudin, 1883
- Jam, Pyrénées, album du guide Jam, 1896

## Sources et bibliographie
- Henri Beraldi, Cent ans aux Pyrénées, Paris, 1898-1904, sept volumes in-8°. Rééditions par « Les Amis du Livre Pyrénéen », Pau, 1977, puis par la « Librairie des Pyrénées et de Gascogne », Pau, 2001
- Hélène Saule-Sorbé, Pyrénées, voyage par les images, éditions de Faucompret, 1993, p. 281-287